# Asparagus monophyllus
Asparagus monophyllus är en sparrisväxtart som beskrevs av John Gilbert Baker. Asparagus monophyllus ingår i släktet sparrisar, och familjen sparrisväxter. Inga underarter finns listade i Catalogue of Life.